# Cândido Mendes de Almeida Júnior
Candido Mendes de Almeida Júnior, o segundo conde Mendes de Almeida, (Rio de Janeiro, 4 de maio de 1895 – Rio de Janeiro, 31 de dezembro de 1962) foi um jornalista brasileiro.
Era filho de Cândido Mendes de Almeida Filho, primeiro Conde Mendes de Almeida, e de Maria da Gloria Carneiro Leão. 
Foi jornalista e diretor do Jornal do Brasil. Casou-se em 1925 com Emilia de Mello Vieira Mendes de Almeida e teve sete filhos: Cândido Antônio Mendes de Almeida (terceiro Conde Mendes de Almeida), o arcebispo Dom Luciano Pedro Mendes de Almeida, Elisa Maria Jose Mendes de Almeida, Luiz Fernando Mendes de Almeida, João Theotonio Mendes de Almeida, Antonio Luiz de Mello Vieira Mendes de Almeida e Maria da Gloria Greve. 